# Stara Synagoga w Gródku
Stara Synagoga w Gródku, zwana Starożytną – nieistniejąca, drewniana synagoga znajdująca się w Gródku, przy dzisiejszej ulicy Chodkiewiczów 4.
Synagoga została zbudowana na początku XIX wieku. W 1893 roku z inicjatywy rabina Nisana Brojde budynek został rozbudowany i gruntownie przebudowany. 
Budynek synagogi wzniesiono na planie prostokąta. Wewnątrz we wschodniej części znajdowała się główna sala modlitewna, z bogato zdobionym aron ha-kodesz. W zachodniej części znajdował się przedsionek, nad którym na piętrze mieścił się babiniec, do którego prowadziła zewnętrzna, drewniana klatka schodowa. Całość była przykryta dachem dwuspadowym.
Podczas II wojny światowej, po wkroczeniu wojsk niemieckich do Gródka w 1941 roku, synagoga została doszczętnie zdewastowana. Po zakończeniu wojny budynek synagogi został ponownie zdemolowany i następnie rozebrany. W latach 1961−1965 na jej miejscu wzniesiono budynek Gminnego Ośrodka Kultury.